# جيمس هولسينغر
جيمس ويلسون هولسينغر الابن (مواليد 11 مايو 1939) هو طبيب أمريكي. جنرال سابق احتياطي في الجيش الأمريكي (1962 إلى 1993)، عمل بشكل أساسي في الصحة العامة لأكثر من ثلاثين عامًا. شغل منصب وكيل وزارة شؤون المحاربين القدامى للصحة من 1990 إلى 1993، خلال إدارتي جورج بوش الأب وبيل كلينتون. من 1994 إلى 2003، كان هولسينغر مستشارًا لمركز تشاندلر الطبي بجامعة كنتاكي. من 2003 إلى 2005 شغل منصب وزير الصحة وخدمات الأسرة في كنتاكي.
في 24 مايو 2007، رشح الرئيس جورج دبليو بوش، هولسينغر ليصبح الجراح العام للولايات المتحدة. أصبح ترشيح هولسينغر مثيرًا للجدل ولم يُصوَّت عليه من قبل مجلس الشيوخ بسبب تحيزه المناهض للمثليين في عمله في الكنيسة الميثودية المتحدة حيث صوَّت لطرد القس المثلية وتقرير عام 1991 حيث وصف الجنس المثلي بأنه غير طبيعي وغير صحي. في يناير 2009، بدلًا من ذلك، عين بوش هولسينغر لملء منصب شاغر غير مدفوع الأجر في مجلس الرئيس للياقة البدنية والرياضة حتى مايو 2010.
حصل هولسينغر على شهادته في الطب عام 1964 وعلى درجة الدكتوراه في علم التشريح عام 1968، وكلاهما من جامعة ديوك. اعتبارًا من عام 2009، كان أستاذًا في جامعة كنتاكي. هولسينغر هو زعيم في الكنيسة الميثودية المتحدة، وعمل أمين صندوق المجلس الميثودي العالمي وكان سابقًا رئيس المجلس القضائي.

## النشأة والتعليم
ولد هولسينغر في مدينة كانساس سيتي، كانساس، لوالده جيمس دبليو هولسينغر الأب (1906-1994)، وهو عميد في الجيش، وروث ريتز هولسينغر (مواليد 1909).
تخرج هولسينغر من جامعة ديوك بدرجة دكتور في الطب عام 1964. حصل على درجة الدكتوراه في علم التشريح عام 1968. وهو حاصل على إجازة في الدراسات الإنسانية من جامعة كنتاكي. بالإضافة إلى ذلك، فهو حاصل على درجة الماجستير في الإدارة المالية للمستشفيات من جامعة ساوث كارولينا، بالإضافة إلى دراسات الكتاب المقدس من مدرسة أسبوري اللاهوتية.
عمل هولسينغر كمقيم جراح في المركز الطبي بجامعة ديوك ومستشفى شاندس التعليمي حيث كان أيضًا زميلًا في أمراض القلب. نشر هولسينغر أربعة كتب طبية وواحد وستين ورقة علمية خضعت لمراجعة الأقران.

## العمل في الحكومة

### وزارة المحاربين القدامى
خدم هولسينغر لمدة ستة وعشرين عامًا في وزارة شؤون المحاربين القدامى بالولايات المتحدة من عام 1969 إلى عام 1994. خدم في خمسة مستشفيات مختلفة، وترقى ليصبح مديرًا للمركز الطبي. في عام 1990، عيّنه الرئيس جورج بوش الأب في منصب المدير الطبي لوزارة شؤون المحاربين القدامى (تغير اللقب إلى وكيل وزارة شؤون المحاربين القدامى للصحة في عام 1992). طبّق هولسينغر نظام مستشفى الطوارئ المشترك ووزارة الدفاع، والذي يمكن أن يوفر 25000 سرير في غضون اثنتين وسبعين ساعة للجنود الذين يقاتلون في الكويت خلال حرب العراق الأولى. أشرف على أكبر نظام رعاية صحية في البلاد، والذي خدم مليون مريض داخلي وعشرين مليون زيارة للمرضى الخارجيين سنويًا. كما طور هولسينغر سياسة رعاية صحية لستة وعشرين مليونًا من المحاربين القدامى.
عندما تولى هولسينغر منصب المدير الطبي، انتُقدت وزارة المحاربين القدماء بسبب جودة الرعاية التي تقدمها. في عام 1991، اعترف هولسينغر بأن الرعاية غير الكافية تسببت في وفاة ستة مرضى في مستشفى شمال شيكاغو. كلّف فريق لمراجعة جودة الرعاية، وبناءً على النتائج التي توصل إليها، علّق الرعاية الجراحية في المنشأة. في وقت لاحق، أفادت شهادة أمام لجنة فرعية تابعة للكونغرس بوجود مشاكل في أكثر من ثلاثين مستشفى قدامى المحاربين. أجاب هولسينغر، مرضانا أكبر سنًا وأكثر مرضًا وتعقيدًا من المريض العادي.
في عام 1993، انتقل إلى كنتاكي ليصبح مديرًا لمركز فيرجينيا الطبي. ظل مستشارًا في أمراض القلب بالمستشفى حتى عام 2003. حصل هولسينغر على وسام الجراح العام من قبل الجراح العام أنطونيا نوفيلو.

### احتياطي الجيش الأمريكي
خدم هولسينغر لأكثر من واحد وثلاثين عامًا في احتياطي جيش الولايات المتحدة. حصل على وسام الخدمة المتميزة ووسام الاستحقاق ووسام الخدمة الاستحقاق ثلاث مرات. عُيّن في هيئة الأركان المشتركة وترقى إلى رتبة جنرال في الخدمات اللوجستية الطبية العاملة في البنتاغون تحت قيادة الجنرال كولن باول. تقاعد هولسينغر من احتياطي جيش الولايات المتحدة في عام 1993.

## المسيرة الأكاديمية
من عام 1994 إلى عام 2003، عمل هولسينغر كمستشار للمركز الطبي بجامعة كنتاكي حيث كان مسؤولًا عن خمس كليات صحية وأربعة مراكز للخريجين ومستشفيين والعديد من العيادات في كنتاكي. تحت قيادة هولسينغر، بنت الجامعة معهد جيل هارت ومبنيين بحثيين، ووضع هولسينغر الأساس للتوسع الذي خضع له المستشفى منذ مغادرته. ساعد هولسينغر في إنشاء مركز صحة المرأة وكلية الصحة العامة. في عام 2004، حصل على درجة الماجستير في الكلية الأمريكية للأطباء.
في أواخر التسعينيات، قاد هولسينغر فريقًا دوليًا للتصدي لوباء الإيدز في أفريقيا جنوب الصحراء الكبرى. من خلال العمل مع جامعة إفريقيا في زيمبابوي، أنشأ الفريق كلية للعلوم الصحية مع التمريض وبرامج الصحة العامة لتثقيف الشباب للتعامل مع أزمة الإيدز. ساعد هولسينغر الجامعة في الحصول على منحة من الوكالة الأمريكية للتنمية الدولية لبناء المنشأة، التي تضم أحد مختبرات الإيدز القليلة في جنوب إفريقيا. في عام 2007، استعد البرنامج لإجراء اختبار ميداني للقاح ضد فيروس نقص المناعة البشرية.

### جامعة كنتاكي
بعد أن أمضى عامين في حكومة ولاية كنتاكي، عاد إلى جامعة كنتاكي كأستاذ لبرنامج الدراسات العليا في الصحة العامة. في عام 2011، أدخِل هولسينغر في قاعة مشاهير كلية الصحة العامة بجامعة كنتاكي لخدمته وتفانيه. يشغل هولسينغر يشغل حاليًا منصب كرسي ويثينغتون في العلوم الصحية، وأستاذ الطب الوقائي والإدارة والسياسات الصحية.

## المسيرة السياسية

### حكومة ولاية كنتاكي
شغل هولسينغر منصب سكرتير مجلس الوزراء لخدمات الصحة والأسرة في ولاية كنتاكي في عهد الحاكم إرني فليتشر. كان مسؤولًا عن إدارة برامج الخدمات الصحية والاجتماعية للولاية، بما في ذلك برنامج المساعدة الطبية في كنتاكي الذي تبلغ تكلفته خمسة مليارات دولار. قاد هولسينغر أيضًا استجابة الخدمات الاجتماعية لـ 6000 شخص أُجلوا من إعصار كاترينا وانتقلوا إلى كنتاكي.
أثناء عمله كسكرتير، نشر هولسينغر ورقة عن احتراف الطبيب تفيد بأن ممارسة الطب المستقلة تساهم في عدم رضا الطبيب بسبب انتشار دافعي الأطراف الخارجية والمخاوف المتعلقة بالمسؤولية. وأوصى بهيكل مهني جديد قائم على العمل الجماعي بين الأطباء والوصول العادل إلى الرعاية الصحية لجميع الأمريكيين.
وقالت وكالة أسوشيتد برس إن هولسينغر كان داعمًا ماليًا للحزب الجمهوري. وفقًا لصحيفة كوريير، فقد ساهم بمبلغ 23 ألف دولار على مدى عشر سنوات للحزب ومرشحيه، بمن فيهم الرئيس جورج دبليو بوش.